# Dennis J. Loockerman
Dennis J. Loockerman (n. 1962) es un botánico y genetista estadounidense. Es cofundador del Servicio de Laboratorio del Crimen sección Codis, en la ciudad de Austin (Texas).

## Algunas publicaciones
- d.j. Loockerman, billie l. Turner, robert k. Jansen. 2003. Phylogenetic Relationships within the Tageteae (Asteraceae) Based on Nuclear Ribosomal ITS and Chloroplast ndhF Gene Sequences. Sys. Bot. 28 (1): 191-207 1ª pp. en línea

- ----------------------, r.k. Jansen. 1996. The use of herbarium material for molecular systematic studies, pp. 205–220 in Sampling the Green World, ed. T. Stuessy & S. H. Sohmer. New York: Columbia Univ. Press

- r.k. Jansen, d.j. Loockerman, h.-g. Kim. 1999. DNA sampling from herbarium material: a current perspective, pp. 277–286 in D. Metsger, ed. Managing the Modern Herbarium: An Interdisciplinary Approach. Vancouver, BC, Canada: Peanut Butter Press

## Honores
Miembro de
- International Association for Plant Taxonomy
- American Society of Plant Taxonomists

- La abreviatura «Loockerman» se emplea para indicar a Dennis J. Loockerman como autoridad en la descripción y clasificación científica de los vegetales.[2]